# Grammitis setosora
Grammitis setosora är en stensöteväxtart som beskrevs av M. Kessler och A. R. Sm. Grammitis setosora ingår i släktet Grammitis och familjen Polypodiaceae. Inga underarter finns listade.